# Tylko zniszczenie
Tylko zniszczenie (oryg. Самоуништување) – film fabularny produkcji macedońsko-tureckiej z 1996 roku w reżyserii Ertila Altanaja, zrealizowany na motywach powieści Saszko Naseva.

## Opis fabuły
Akcja filmu rozgrywa się na przedmieściach Skopja, gdzie mieszka Kuplung, wraz z żoną Stojną i synem Cole. Kuplung poniża swoją żonę, która cierpliwie znosi jego brutalność i prostactwo. Lubi też znęcać się nad swoim synem, który studiuje na jednej ze stołecznych uczelni. Oderwaniem od życia rodzinnego jest dla Kuplunga jego kochanka Šila, która jest żoną inspektora policji i brata Stojny. Szukając nowej kochanki Kuplung spotyka się z Vilmą, dziewczyną swojego syna, którą gwałci. Efektem tego związku jest ciąża Vilmy.
Kolejna awantura domowa powoduje, że Cole traci cierpliwość i zaczyna bić ojca. Wskutek pobicia Kuplung doznaje uszkodzenia kręgosłupa i od tamtej pory porusza się na wózku inwalidzkim. Cole żeni się z Vilmą, która rodzi mu syna.

## Obsada
- Jovica Michajlovski jako Kuplung
- Katerina Kocevska jako Stojna
- Oliver Mitkovski jako Cole
- Jelena Mijakovič jako Šila
- Silvija Erac jako Vilma
- Blagoja Čorevski jako inspektor
- Valentina Bozinovska